# ダヴォル・ロヴレン
ダヴォル・ロヴレン（Davor Lovren，1998年10月3日 - ）は、クロアチアのサッカー選手。ポジションはフォワード。フォルトゥナ・デュッセルドルフ所属。兄は同じくサッカー選手のデヤン・ロヴレン。

## 経歴
2016年5月14日のNKロコモティヴァ戦でプロデビュー。
2017年6月、2. ブンデスリーガのフォルトゥナ・デュッセルドルフに2年間の期限付き移籍。同シーズンにチームは1部昇格を果たし、完全移籍に移行された。

## 私生活
兄はロシアサッカー・プレミアリーグ・FCゼニト・サンクトペテルブルク所属のデヤン・ロヴレン。2018年6月にあげられた動画では兄の弟に対するサッカーのスパルタぶりが話題になった。